# 趙憲 (嘉靖進士)
趙憲（1490年—？），字子成，直隸松江府上海縣人，民籍，明朝政治人物。

## 生平
嘉靖七年（1528年）戊子科應天府鄉試第二十七名舉人。嘉靖十四年（1535年）中式乙未科會試第一百八十一名，登第二甲第七十名進士。官至禮部郎中。

## 家族
曾祖趙瑜；祖父趙清；父趙山，母吳氏。具庆下。